# Lexmark
Lexmark è un'azienda statunitense che sviluppa e produce accessori per stampanti, incluse stampanti a getto d'inchiostro e laser, prodotti multifunzione, accessori e servizi per utenti privati e business.

## Storia
L'azienda Lexmark fu fondata nel 1991 come un'azienda minore della IBM. Nel 1995 Lexmark fu commercializzata al pubblico.

## Operazioni
Gli uffici principali dell'azienda sono localizzati a Lexington (Kentucky), Stati Uniti d'America,
ed ha altri uffici dal Nord al Sud America, in Asia, Africa ed Europa. L'azienda ha più di 13.200 dipendenti in tutto il mondo.
Lexmark è stata un'azienda di Fortune 500 fino al 2009, e nel 2010 ha avuto 4,2 miliardi di dollari di erari.
Oltre a fabbricare prodotti hardware per se stessa, l'azienda produce anche stampanti per altre aziende, tra le quali Dell e Ibm Infoprint.

### Hardware
La serie di stampanti laser Optra vengono usate molto in ambienti aziendali, ed i suoi modelli all-in-one sono molto popolari.
Una lista di modelli Optra ed altri prodotti Lexmark:
- Lexmark 2380 proprinter
- Lexmark 2480 proprinter
- Lexmark Optra Lxn laser printer

Nella metà degli anni novanta Lexmark produsse per la IBM le tastiere Modello M. Il brevetto fu venduto anni dopo alla Unicomp.
Le nuove offerte della Lexmark includono i seguenti prodotti:
- Lexmark C500n Color Laser
- Lexmark C522n/C524n Color Laser
- Lexmark T640 series (incluso T642 e T644) work group mono laser stampante
- Lexmark X340n/X342n laser All-In-One
- Lexmark X1270 All-In-One
- Lexmark X2470
- Lexmark X3470 All-In-One
- Lexmark X642e, X644e and X646e/f work group All-In-One
- Lexmark W840 hi-capacity mono laser stampante
- Lexmark X850e series (incluso X852e e X854e) hi-capacity mono all-in-one

### Software
L'azienda offre anche molti pacchetti di programmi chiamati Lexmark Document Solutions Suite (LDSS)). Il programma è costituito da dieci soluzioni per migliorare i processi aziendali:
- Lexmark Document Distributor
- Lexmark Document Producer
- Lexmark Document Portal
- Lexmark Data Transformer
- Lexmark Document Solutions Desktop
- Lexmark Document Portal Desktop
- Lexmark Workflow Composer
- Lexmark Forms Composer
- Lexmark Forms Cards
- Lexmark Workgroup OCR